# Прондоцин (Любуське воєводство)
Прондоцин (пол. Prądocin, нім. Rodenthal) — село в Польщі, у гміні Дещно Ґожовського повіту Любуського воєводства.
Населення — 239 осіб (2011).
У 1975-1998 роках село належало до Гожовського воєводства.

## Демографія
Демографічна структура станом на 31 березня 2011 року:
|          | Загалом | Допрацездатний вік | Працездатний вік | Постпрацездатний вік |
| -------- | ------- | ------------------ | ---------------- | -------------------- |
| Чоловіки | 107     | 30                 | 75               | 2                    |
| Жінки    | 132     | 39                 | 77               | 16                   |
| Разом    | 239     | 69                 | 152              | 18                   |